# 増淵勝一
増淵 勝一（ますぶち かついち、1939年 - ）は、国文学者。

## 来歴
東京市（現：東京都墨田区）生まれ。1962年早稲田大学第一文学部国文科卒、1969年同大学院博士課程満期退学。立正女子大学短期大学部助教授、文教大学女子短期大学部助教授、湘南短期大学教授。2010年退職。古典研究誌「並木の里」主宰。茨城県県南生涯学習センター講師。横須賀市生涯学習センター講師。よみうりカルチャー（横浜・川崎）講師。湘南リビング新聞社文学講座講師。

## 著書
- 『平安朝文学成立の研究 散文編』笠間叢書 並木の里シリーズ 1982
- 『平安朝文学成立の研究 韻文編』国研出版 国研叢書 1991
- 『紫清照林 古典才人考』国研出版 国研叢書 1995
- 『頻出源氏物語』編著 開拓社 α plus 5週間入試突破問題集　1998
- 『いほぬし精講』国研出版 国研全釈 2002
- 『源氏物語をめぐる』国研出版、2014

### 訳など
- 増基『いほぬし本文及索引』編著 白帝社 1971
- 『北条九代記』訳 教育社新書 原本現代訳 1979
- 『日本文学原典抄』松村武夫共編 国研出版 1990
- 正親町町子『柳沢吉保側室の日記 松蔭日記』訳 国研出版 1999
- 『平成簡注源氏物語』1-3 (桐壺-空蝉) 校注 国研出版 2011-14

## 論文
- Cinii